# 那須塩原市立三島中学校
那須塩原市立三島中学校（なすしおばらしりつ みしまちゅうがっこう）は、栃木県那須塩原市東三島にある公立中学校。

## 概要
通称は「三中（さんちゅう）」「三島中」など。生徒数は607名（2020年5月1日現在）で、那須塩原市内の中学校では最大級規模である。

## 沿革

### 年表
- 1947年
  - 4月1日 - 学制改革により狩野村立三島中学校として設立。
  - 4月28日 - 狩野村立三島小学校において仮設中学校として開校式および入学式を挙行。
- 1948年10月11日 - 新校舎落成式挙行
- 1951年2月11日 - 校歌制定（泉漾太郎作詞、平岡均之作曲）
- 1954年10月20日 - 校旗制定
- 1955年2月11日 - 町村合併により校名を西那須野町立三島中学校と改称。
- 1961年6月3日 - 校舎新築工事完成
- 1964年4月28日 - 体育館新築落成
- 1970年1月16日 - 管理教室棟新築落成（RC2階建て・建物面積1,520平方メートル）
- 1972年7月1日 - 新プール竣工
- 1982年2月28日 - 第2校舎竣工（RC3階建て）
- 1987年3月26日 - 第3校舎竣工（RC3階建て）
- 1996年3月8日 - 新校旗樹立（創立50周年記念行事の一環）
- 2005年1月1日 - 市町村合併により校名を那須塩原市立三島中学校と改称。
- 2010年2月12日 - 新体育館竣工（鉄骨平屋建て・建物面積1,498平方メートル[2]）
- 2011年2月10日 - 新管理教室棟竣工（RC2階建て・建物面積3,002平方メートル[3]）

## 大会・実績等年表
- 2007年1月16日 - 那須地区総体総合優勝(1回目)
- 2007年2月26日 - 栃木花のまちづくりコンクール知事賞受賞
- 2007年8月8日 - 関東ソフトテニス大会男子団体優勝
- 2009年1月6日 - 那須地区総体総合優勝(2回目)
- 2009年11月14日 - 県中女子駅伝大会優勝・全国大会出場(第14位)
- 2010年1月6日 - 那須地区総体総合2年連続優勝(3回目)
- 2011年1月6日 - 那須地区総体総合3年連続優勝(4回目)
- 2012年1月6日 - 那須地区総体総合4年連続優勝(5回目)
- 2014年1月6日 - 那須地区総体総合優勝(6回目)
- 2014年12月14日 - 全国中学校駅伝大会　男子優勝
- 2015年1月6日 - 那須地区総体総合2年連続優勝(7回目)
- 2016年1月6日 - 那須地区総体総合3年連続優勝(8回目)
- 2016年2月2日 - 栃木県中学校総合体育大会総合優勝
- 2016年12月18日 - 全国駅伝競走大会男子駅伝部第6位
- 2017年2月2日 - 栃木県中学校総合体育大会総合優勝(2年連続)
- 2018年1月4日 - 那須地区総体総合優勝(9回目)
- 2018年12月16日 - 全国駅伝競走大会男子第4位・女子5位(アベック入賞)
- 2019年1月6日 - 那須地区総体総合2年連続優勝(10回目)
- 2019年1月31日 - 栃木県中学校総合体育大会総合優勝
- 2019年12月7日 - 第33回全国体力つくりコンテスト「毎日カップ」日本中学校体育連盟賞(3位)受賞
- 2020年12月 - 第34回全国体力つくりコンテスト「毎日カップ」毎日新聞社賞(2位)受賞

## 教育方針
- 校心
  - 拓魂（ひらく みがく のびる）
- 校訓
  - 最善を尽くす
- 教育目標
  - 知性をみがき創造性に富む生徒
  - 自他を尊び情操豊かな生徒
  - 心身を鍛え気迫あふれる生徒

## 部活動

### 運動部
- 陸上競技部（男・女）
- 野球部（男・女）
- サッカー部（男・女）
- ソフトボール部（女）
- バレーボール部（女）
- バスケットボール部（男・女）
- ソフトテニス部（男・女）
- 水泳部（男・女）
- 柔道部（男・女）
- 剣道部（男・女）
- 卓球部（男・女）
- ダンス部（女）
- 駅伝部(男·女)

### 文化部
- 美術部（男・女）
- ブラスバンド部（男・女）
- 合唱部（女）
- 囲碁将棋部（男・女）
- 科学技術部（男・女）
- チャレンジ部（男・女）

### 特別部
- 駅伝競走部（男・女）
- 合唱団（男・女）
- スキー部（男・女）

## 通学区域
那須塩原市
- 五軒町の一部[4]
- 西栄町の一部
- 三区町
- 四区町
- 千本松
- 上赤田

- 北赤田
- 東赤田
- 南赤田
- 西赤田
- 三島1-5丁目
- 東三島1-6丁目

- 西三島1-7丁目
- 南郷屋1-5丁目
- 睦
- 高柳
- 西富山
- 井口

- 西遅沢
- 東遅沢
- 関根
- 東関根
- 槻沢

## 交通
- JR東北本線（宇都宮線）西那須野駅より徒歩26分（約2.0km）
- 那須塩原市営バス（ゆーバス）黒磯・西那須野線 三島中学校入口バス停より徒歩4分（約300m）

## 関係者

### 出身者
- 増渕樹（柔道家）
- U字工事・福田薫（お笑いタレント）
- モンブラン（マジシャン）